# Mikołajuńce
Mikołajuńce (biał. Мікалаюнцы; ros. Миколаюнцы) – wieś na Białorusi, w obwodzie witebskim, w rejonie brasławskim, w sielsowiecie Mieżany.

## Historia
W dwudziestoleciu międzywojennym kolonia leżała w Polsce, w województwie nowogródzkim (od 1926 w województwie wileńskim), w powiecie brasławskim, w gminie Dryświaty.
Według Powszechnego Spisu Ludności z 1921 roku zamieszkiwało tu 151 osób, 1 była wyznania rzymskokatolickiego a 150 staroobrzędowego. Jednocześnie 150 mieszkańców zadeklarowało polską przynależność narodową a 1 inną. Były tu 22 budynki mieszkalne. W 1931 zamieszkiwało tu 175 osób w 21 budynkach.
Miejscowość należała do miejscowej parafii prawosławnej i rzymskokatolickiej w Mieżanach. Podlegała pod Sąd Grodzki w Brasławiu i Okręgowy w Wilnie; właściwy urząd pocztowy mieścił się w Mieżanach.